# Un Israël (1980)
Pour les articles homonymes, voir Un Israël.
Un Israël (hébreu : ישראל אחת, Yisrael Ahat) est un parti politique israélien éphémère, comprenant un membre unique, fondé par Yitzhak Yitzhaky.

## Histoire
La formation d'Un Israël pendant la 9e session de la Knesset fut largement hâtée par la décision controversée de Menahem Begin de signer les Accords de Camp David et le Traité de paix israélo-égyptien malgré l'opposition au sein de son propre parti, le Likoud. Des désaccords internes conduisirent ainsi sept membres de la Knesset à quitter le parti en 1980 (un seul y revenant par la suite). Trois d'entre eux fondèrent le Rafi-Liste nationale, deux le Tehiya et Yosef Tamir intégra le Shinui. Le 10 octobre 1980, Yitzhak Yitzhaky quitta aussi le parti, bien qu'il ait rejoint le Likoud pendant la session en cours, ayant été élu sur la liste du Shlomtzion (qui fusionna au sein du Likoud peu après l'élection). À la suite de ce départ, Yitzhak Yitzhaky fut initialement enregistré comme membre indépendant, puis fonda Un Israël le 11 novembre.
Yitzhak Yitzhaky demanda au basketteur américano-israélien Tal Brody de rejoindre son parti, mais celui-ci refusa. Le parti disparut après qu'il eut échoué à dépasser le seuil électoral des 1 % lors des élections législatives de 1981.